# 宇田進
宇田 進（うだ すすむ、1933年2月18日 - 2021年12月3日）は、日本の神学者、牧師、神学校教師、神学博士。元日本基督神学校教授。元ウェストミンスター神学校客員教授。福音派のカルヴァン主義神学者。日本基督教団出版局の『総説現代神学』で福音派神学執筆を担当するなど、福音派とは区別されるエキュメニカル派の神学界とも交流がある。

## 経歴
東京都生まれ。日本基督教団の教会で桑田秀延の『基督教神学概論』を読んでキリスト教と神学に接する。
1954年に東京にあった日本基督神学校(現・東京基督神学校)に入学し、オーソドックスなカルヴァン主義の神学教育を受け、同時に日本長老教会に移籍する。1956年に日本基督神学校を卒業した後、母校で教鞭を取ながら久我山教会開拓伝道に従事する。1958年研修のためにアメリカ合衆国のセントルイスにあるアメリカ長老教会系の学校であるカベナント大学とカベナント神学校に、日本基督神学校より派遣される。神学校では古プリンストン神学のオリバー・バズウェル教授の元で研究をする。
1960年にフィラデルフィアにあるウェストミンスター神学校で大学院博士課程に在籍して、弁証学と組織神学を専攻する。そこで、コーネリウス・ヴァン・ティル、ジョン・マーレーの指導を受ける。同校の客員教授のレオン・モリスの講義も受講した。また、ニューヨークのユニオン神学校でも聴講して、英国のジョン・マッコーリー教授とイェール大学のジョン・スミス教授の講義を受講した。1965年6月、ウェストミンスター神学校博士課程を修了し、神学博士を授与されて帰国する。
1965年11月16日、日本基督神学校に新設された、理事会の理事に就任する。また、1968年4月　日本基督神学校の教授会議長に就任する。1967年3月31日には代行理事会を解散して、宇田は教授会議長を退任する。
日本の福音主義神学の発展に尽力して、1970年、宇田と泉田昭、榊原康夫、村瀬俊夫ら6人で福音主義神学会の創立に関わり、同会の理事長を務める。1974年、ローザンヌ会議のスピーカーを務める。
1979年から、1980年まで母校ウェストミンスター神学校客員教授を務め、キリスト教高等教育推進国際協議会の実行院長を務める。
また、東京基督教大学教授、東京基督神学校講師を務め神学教育に従事し、また牧師としても日本長老教会・西武柳沢キリスト教会牧師を開拓して、同教会の牧師を務め、聖書と精神医療研究会理事長などをも務めた。

## 人物像
- 元々、自由主義（リベラル）の教会出身で東京神学大学で学ぼうとしていたが、宣教師の勧めで福音的な神学校である日本基督神学校に進んだ。自由主義的な信仰と福音的な信仰の違いに悩んで、三回退学届けを書いたが、最終的には卒業した。
- 1974年にローザンヌ世界伝道会議でスピーカーをした。
- ウェストミンスター神学校の恩師の神学者コーネリウス・ヴァン・ティルをキリストの次に尊敬している。

## 著書
- 『福音主義キリスト教とは何か 福音派教会のルーツをさぐる』いのちのことば社, 1984.3
- 『新聖書注解・コロサイ人への手紙』
- 『福音主義キリスト教と福音派』(1993)いのちのことば社 ISBN 4264014239
- 『総説現代福音主義神学』いのちのことば社, 2002.10

### 共編著
- 『ヘブル人への手紙・ヤコブの手紙』(新聖書講解シリーズ 有賀喜一共著. いのちのことば社, 1983.5
- 『新聖書辞典』泉田昭,服部嘉明, 舟喜信, 山口昇共編集. いのちのことば社, 1985
- 『ポスト・ローザンヌ これからの福音宣教を考える (共立モノグラフ 編. 東京キリスト教学園共立基督教研究所, 1987.1
- 『新キリスト教辞典』宇田進 [ほか]編. いのちのことば社出版部, 1991.9
- 『実用聖書注解』富井悠夫,宮村武夫共編 いのちのことば社, 1995.4
- 『神の啓示と日本人の宗教意識 現代における宣教上の"接触点"を探る (共立モノグラフ 編. 東京キリスト教学園共立基督教研究所, 1989.3
- 『心病む人々に教会ができること (21世紀ブックレット 荒井隆志,上山要,斎藤篤美,笹岡靖,佐竹十喜雄,平山正実共著, 聖書と精神医療研究会 編. いのちのことば社, 2006.5

### 翻訳
- ジョン・マーレー『キリスト教救済の論理』松田一男共訳. 小峯書店, 1972
- ジョン・ストット『ローザンヌ誓約 解説と注釈』いのちのことば社, 1976
- ジョン・ストット『現代の福音的信仰 - ローザンヌ誓約』(1989) いのちのことば社 ISBN 4264010993
- ジョン・マーレー『聖書の贖罪観』(1993年9月) オランダ･キリスト教文庫
- ミラード・J.エリクソン『キリスト教神学』全4巻 監修, 安黒務・伊藤淑美・森谷正志訳. いのちのことば社, 2003-06
- ポール・G.セトル『ウェストミンスター小教理 Q&A107 : キリスト教信仰の道筋』宇田進 編訳、いのちのことば社〈21世紀ブックレット;31〉、2006年11月。ISBN 9784264025139。「原書タイトル: Studies in shorter catechism」